# 湘南電気鉄道
湘南電気鉄道（しょうなんでんきてつどう）は、大正末期に設立され、昭和初期に営業していた日本の電気鉄道会社。社名に「湘南」を含むが、運行エリアは相模湾沿岸のいわゆる湘南地域ではなく、横浜から三浦半島地域への輸送を行っていた。
京浜急行電鉄の前身となった鉄道事業者の一つである。バス事業も行っており、京浜急行電鉄直営を経て京浜急行バスへ受け継がれている。

## 概要
湘南電気鉄道は、1917年（大正6年）に免許申請が出され、1925年（大正14年）に会社が設立された。1930年（昭和5年）4月に黄金町 - 浦賀間、金沢八景 - 湘南逗子間で営業運転を開始した。翌1931年12月には黄金町 - 日ノ出町間が開業し、京浜電気鉄道と連絡、横浜駅への乗り入れを果した。さらに1933年4月には品川 - 浦賀間で京浜電気鉄道と相互に直通運転を開始した。しかし横須賀線の延伸による競合などにより合理化を迫られ、1941年11月に資本関係があった京浜電気鉄道、湘南半島自動車との三社合併を行い、湘南電気鉄道は解散した。合併後の京浜電鉄が現在の京急の前身となった。
開業当時は湘南電車と通称された。この元祖『湘南電車』の通称は、合併による湘南電気鉄道の社名消滅及び太平洋戦争（大東亜戦争）終了後の1950年の国鉄による東海道本線長距離電車列車の愛称である「湘南電車」の登場・普及に伴い、歴史的呼称になった。

## 沿革

### 三浦半島の鉄道敷設計画
鉄道院副総裁や南満洲鉄道総裁を歴任した野村龍太郎を中心に、横浜から南へ伸びて三浦半島を一周する電気鉄道敷設が計画され、1917年（大正6年）に免許申請が出された。
当初の計画は三浦半島を一周する本線および三崎と鎌倉に伸びる2つの支線で、免許も取得した。三浦半島一周路線の東半分と三崎への支線の一部が現在の本線・久里浜線に（当初の計画は浦賀から三浦方面へ延びるものであったが、現在の久里浜線はその手前で分岐している）、北側の一部が逗子線となった。なお、三浦半島一周路線の西半分と鎌倉への支線の免許は、後年の京急時代に失効している。
「湘南電気鉄道」の「湘南」とは大正時代の会社設立当時、路線予定地であった逗子や葉山などが「湘南」と呼称されていたことによるもの。「湘南」という呼称は、幕末から明治にかけて大磯から相模川西側の相模湾沿岸部を指したが、大正期には東側の逗子、葉山まで広がっていった。

### 京浜電気鉄道の出資により路線開通
1923年に免許が下りたものの、関東大震災で建設中の路線崩壊などの被害を受け、打撃を受けた湘南電気鉄道設立準備会社は開通前に倒産の危機に見舞われた。その際に資金援助（出資）したのが京浜電気鉄道（当時、高輪 - 神奈川間）で、出資の条件に京浜と湘南電鉄の相互乗り入れを決め、1925年（大正14年）に会社設立にこぎつけ、1930年（昭和5年）黄金町-浦賀間と金沢八景-湘南逗子間の一挙全線開通に至った。
会社設立時には、本線は桜木町-浦賀の計画だったが、開通時には桜木町駅への延伸と、日ノ出町へ延伸して京浜と連絡という二つの可能性が残されていた。黄金町-横浜間は「関東大震災で被災した横浜駅を移設中であり、今の京急横浜駅付近は貨物線用地で手前に仮駅とし寸断されていたことや現行路線の建設を行うもトンネル工事に時間がかかったため、黄金町駅を暫定ターミナルとした。また黄金町からは、1930年7月から直通運転を開始する翌年12月までは、京浜が免許取得した連絡バスで横浜-黄金町間の連絡を行い、湘南電鉄もほぼ同区間でバスを、しかもそれは当時としては珍しく、ワンマン運転をしていたという。
1931年の日ノ出町延伸後は、京浜と一体として運用され、現在の京急の原型がここに誕生した。軌間は京浜との直通運転のため、当初計画の3フィート6インチ（狭軌、1,067mm）から変更して標準軌が採用された（1926年（大正15年）9月認可）。京浜は東京電車鉄道（後の東京市電）との相互乗り入れのため1904年（明治37年）に軌間を標準軌から4フィート6インチ（馬車軌間、1,372mm）に改軌しており、1925年（大正14年）3月からは高輪 - 北品川間の線路を東京市電と共用していた。しかし地方鉄道法により湘南電鉄全線と京浜の横浜-日ノ出町間がこの軌間を認められなかったため、京浜側が1933年（昭和8年）4月の品川 - 浦賀間直通運転に合わせて標準軌に戻した。
架線電圧も湘南電鉄が1500Vに対し、京浜が600Vと差があった。1936年には急行運転区間を品川 - 上大岡間に拡大するのに伴い、黄金町 - 上大岡間の電圧が600Vに下げられたが、大東急時代の1945年（昭和20年）12月（横浜 - 上大岡間）と1947年（昭和22年）12月（品川 - 横浜間）に1500Vに昇圧している。
湘南電鉄では開発にも力を入れ、沿線の中小バス事業者を買収してバス路線網を確立するとともに（後述）、浦賀から竹岡までの航路を開設し、東京湾横断の船舶事業も行っていた。

### 地下鉄乗り入れ計画の頓挫と五島慶太による買収
湘南電気鉄道と直通することを選択し、都心乗り入れを断念した京浜電気鉄道は、1936年に湘南電気鉄道と共に東京地下鉄道（現在の東京メトロ銀座線浅草駅 - 新橋駅間を建設・運営）と合弁する協定を結び、翌1937年に京浜地下鉄道を設立。東京地下鉄道から新橋 - 品川の未成線を譲受し、湘南電気鉄道・京浜電気鉄道・京浜地下鉄道・東京地下鉄道の相互乗り入れによる浦賀 - 浅草の直通運転を計画した。集電装置はパンタグラフと集電靴のハイブリッド方式を予定していた。
しかしこの合弁に先立ち、東京地下鉄道は東京高速鉄道（現在の東京メトロ銀座線新橋駅 - 渋谷駅間を建設・運営）との相互乗り入れによる直通運転の契約を結んでいた。京浜地下鉄道と結ぶことで約束を反故にしようとした東京地下鉄道に対し、東京高速鉄道側は猛反発し、東京地下鉄道の筆頭株主となっていた京浜電気鉄道の株式を買い集めた。
1939年に京浜電気鉄道・湘南電気鉄道の代表者であった望月軍四郎が持株を東京高速鉄道に譲渡したことで、京浜電気鉄道・湘南電気鉄道は東京高速鉄道の傘下に入った。実際に京浜電気鉄道・湘南電気鉄道の経営に乗り出したのは東京高速鉄道の代表者であった五島慶太であった。このため、五島の本拠地ともいえる東京横浜電鉄が京浜電気鉄道・湘南電気鉄道の実質的な親会社となった。

### 京浜電気鉄道への合併と大東急入り
1941年11月1日に経営合理化のため、湘南電気鉄道は京浜電気鉄道に合併された。
同年11月25日に五島慶太が京浜電気鉄道の社長に就任。翌1942年8月には京浜電気鉄道は、小田急電鉄とともに東京横浜電鉄に合併されて東京急行電鉄となり、いわゆる「大東急」を構成する一社となった。

### 年表
- 1917年（大正6年）9月 会社設立発起人会が発足。
- 1923年（大正12年）8月27日 - 鉄道免許状下付（横浜市（南太田町）- 横須賀市 - 浦賀町 - 長井村 - 逗子町 - 六浦荘村間、長井村 - 三崎町間、逗子町 - 鎌倉町間、計45哩60鎖、動力電気、軌間1067mm）[13]。
- 1925年（大正14年）12月27日 湘南電気鉄道株式会社設立。京浜電気鉄道からの経営参加を得る。
- 1927年（昭和2年）11月15日 - 鉄道免許状下付（六浦荘村-鎌倉町間、6哩、動力電気、軌間1435mm）[14]。
- 1927年（昭和2年）12月26日 - 鉄道免許状下付（桜木町-日ノ出町間、0哩38鎖、日出町-南太田間、1哩、動力電気、軌間1435mm） [15]。
- 1930年（昭和5年）4月1日 黄金町駅 - 浦賀駅間、および金沢八景駅 - 湘南逗子駅の路線を標準軌で開業[16]。
- 1931年（昭和6年）12月26日 - 京浜電気鉄道が横浜駅 - 日ノ出町駅 - 分界点間、湘南電気鉄道が分界点 - 黄金町駅間をそれぞれ延伸[17]。横浜から野毛山をトンネルで抜け標準軌で敷設された京浜電気鉄道延長線と接続され、相互直通運転開始（横浜 - 浦賀）[18]。
- 1933年（昭和8年）1月25日 - 鉄道免許失効（鎌倉八幡 - 材木座間、2.35km、1927年11月15日免許）[19]。
- 1933年（昭和8年）4月1日 京浜電気鉄道既設線の改軌が完成し、品川駅 - 浦賀駅の直通運転開始[18]。
- 1934年（昭和9年）9月13日 - 鉄道起業廃止許可（京浜電気鉄道線路接続点 - 桜木町間、0.91km、1927年12月26日免許）[20]。
- 1935年（昭和10年）9月19日 - 鉄道一部起業廃止許可（逗子町-鎌倉町間、4.67km、1923年8月27日免許）[21]。
- 1941年（昭和16年）11月 京浜電気鉄道と合併。
- 1942年（昭和17年）8月 東京横浜電鉄が小田急電鉄とともに京浜電気鉄道を合併し、東京急行電鉄（いわゆる大東急）と改称。
→以後の歴史は京浜急行電鉄の歴史を参照。

## 湘南電気鉄道のバス事業
湘南電気鉄道では、沿線開発の一環としてバス事業にも力を入れ、直営の他傍系の湘南半島自動車を通じて沿線のバス会社をことごとく買収し、沿線のバス路線網を確立した。
1941年（昭和16年）の京浜電気鉄道への合併時には、湘南電気鉄道の以下の営業所が引き継がれた。
- 湘南電気鉄道：横浜、田浦、平坂、衣笠、堀之内、浦賀
- 湘南半島自動車：逗子、三崎、鎌倉、大船

## 鉄道路線
湘南電気鉄道の日ノ出町駅付近 - 井土ヶ谷駅付近の敷設にあたっては、それ以前に計画され中止された、鉄道省の京浜線予定線の敷地が転用されている。この予定線は、桜木町駅から大岡川沿いを走り、井土ヶ谷駅から現在の東戸塚駅付近に抜ける中距離電車が計画されていたもので、1926年（大正15年）4月に廃止となり、湘南電鉄が敷地を譲り受けた。それは今も桜木町駅から路地に挟まれた複線分の敷地が続き、日ノ出町駅付近で京急の高架線が合流するのが確認できる。
桜木町を経由し、横浜新駅で京浜電気鉄道との接続が計画されたが、桜木町 - 横浜間の免許は不許可となった。黄金町 - 桜木町間は免許を受け、大株主でもあった東京横浜電鉄も湘南電気鉄道と桜木町での連絡を要望したが、建設費調達の実現性がなかったことから、日ノ出町駅で京浜電気鉄道と接続することとなった。
後にも東京横浜電鉄は湘南電気鉄道との相互乗り入れを行おうとした。東京横浜電鉄による経営参加が始まった1939年に、東京横浜電鉄は将来の直通乗り入れを見込み、長軸を組み込んだ標準軌間対応の台車を備えたモハ1000形を導入した。また1941年9月に東京横浜電鉄は桜木町 - 日ノ出町に連絡線を敷設する免許申請を行った。将来は軌間を統一して相互乗り入れを行うべく、上記京浜線予定線の敷地を利用して東横線を延伸するものだが、戦時下という時勢柄、鉄道省の反応が良くなく「連絡線を設けるなら東横線横浜 - 京浜線平沼を建設した方が投資効果がある」との見解から、結局大東急成立後の1944年11月に運輸通信省から申請書が返送されている。

### 駅一覧
- 1937年（昭和12年）10月1日現在[25]。
- 全駅神奈川県に所在[25]。

| 駅名           | 駅間 キロ | 営業 キロ | 接続路線                                                                                | 所在地   | 所在地   |
| -------------- | --------- | --------- | --------------------------------------------------------------------------------------- | -------- | -------- |
| （日ノ出町駅） | -         | -0.2      | 京浜電気鉄道：本線 横浜市電気局（横浜市電）：日の出町線・長者町線（日の出町一丁目電停） | 横 浜 市 | 中区     |
| 京浜電気境界点 | -         | 0.0       | 京浜電気鉄道終点／湘南電気鉄道起点                                                      | 横 浜 市 | 中区     |
| 黄金町駅       | 0.6       | 0.6       | 横浜市電気局（横浜市電）：日の出町線・久保山線（初音町電停）                            | 横 浜 市 | 中区     |
| 南太田駅       | 0.9       | 1.5       |                                                                                         | 横 浜 市 | 中区     |
| 井土ヶ谷駅     | 1.2       | 2.7       |                                                                                         | 横 浜 市 | 中区     |
| 弘明寺駅       | 1.3       | 4.0       |                                                                                         | 横 浜 市 | 中区     |
| 上大岡駅       | 1.8       | 5.8       |                                                                                         | 横 浜 市 | 中区     |
| 屏風浦駅       | 2.2       | 8.0       |                                                                                         | 横 浜 市 | 磯子区   |
| 杉田駅         | 1.4       | 9.4       |                                                                                         | 横 浜 市 | 磯子区   |
| 湘南富岡駅     | 2.3       | 11.7      |                                                                                         | 横 浜 市 | 磯子区   |
| 金沢文庫駅     | 2.8       | 14.5      |                                                                                         | 横 浜 市 | 磯子区   |
| 金沢八景駅     | 1.4       | 15.9      | 湘南電気鉄道                                                                            | 横 浜 市 | 磯子区   |
| 追浜駅         | 1.9       | 17.8      |                                                                                         | 横須賀市 | 横須賀市 |
| 湘南田浦駅     | 1.7       | 19.5      |                                                                                         | 横須賀市 | 横須賀市 |
| 軍需部前駅     | 1.6       | 21.1      |                                                                                         | 横須賀市 | 横須賀市 |
| 逸見駅         | 2.1       | 23.2      |                                                                                         | 横須賀市 | 横須賀市 |
| 横須賀軍港駅   | 1.0       | 24.2      |                                                                                         | 横須賀市 | 横須賀市 |
| 横須賀中央駅   | 0.7       | 24.9      |                                                                                         | 横須賀市 | 横須賀市 |
| 横須賀公郷駅   | 1.2       | 26.1      |                                                                                         | 横須賀市 | 横須賀市 |
| 横須賀堀内駅   | 1.1       | 27.2      |                                                                                         | 横須賀市 | 横須賀市 |
| 湘南大津駅     | 0.9       | 28.1      |                                                                                         | 三浦郡   | 浦賀町   |
| 馬堀海岸駅     | 1.1       | 29.2      |                                                                                         | 三浦郡   | 浦賀町   |
| 浦賀駅         | 1.3       | 30.5      |                                                                                         | 三浦郡   | 浦賀町   |

| 駅名       | 駅名         | 駅間 キロ | 営業 キロ | 接続路線                   | 所在地       |
| ---------- | ------------ | --------- | --------- | -------------------------- | ------------ |
| 金沢八景駅 | 金沢八景駅   | -         | 0.0       | 湘南電気鉄道               | 横浜市磯子区 |
| 神武寺駅   | 神武寺駅     | 3.8       | 3.8       |                            | 三浦郡逗子町 |
| 湘南逗子駅 | 沼間口乗降場 | 1.9       | 5.7       | 鉄道省：横須賀線（逗子駅） | 三浦郡逗子町 |
| 湘南逗子駅 | 葉山口乗降場 | 0.4       | 6.1       |                            | 三浦郡逗子町 |

## 輸送・収支実績
| 年度 | 乗客（人） | 営業収入（円） | 営業費（円） | 益金（円） | その他益金（円）                    | その他損金（円）              | 支払利子（円） | 政府補助金（円） |
| ---- | ---------- | -------------- | ------------ | ---------- | ----------------------------------- | ----------------------------- | -------------- | ---------------- |
| 1930 | 3,429,397  | 526,496        | 294,685      | 231,811    | 土地評価益金19,533                  | 雑損6,230                     | 369,134        | 57,109           |
| 1931 | 4,705,878  | 665,035        | 426,619      | 238,416    | 自動車其他17,782                    | 雑損122                       | 542,373        | 96,323           |
| 1932 | 7,175,133  | 772,829        | 502,843      | 269,986    | 自動車土地建物32,929                | 雑損1,387                     | 586,162        | 106,898          |
| 1933 | 8,638,474  | 872,397        | 536,879      | 335,518    | 減資差益金634,807                   | 自動車1,086 償却金82,671      | 533,479        | 105,517          |
| 1934 | 9,353,222  | 896,529        | 585,230      | 311,299    |                                     | 自動車2,719                   | 496,436        | 102,893          |
| 1935 | 10,559,294 | 1,010,525      | 574,545      | 435,980    | 減資差益金152,862                   | 自動車5,114 雑損償却金115,543 | 471,691        | 144,299          |
| 1936 | 11,673,115 | 1,067,319      | 580,913      | 486,406    | 自動車178,316                       | 償却金34,812                  | 430,168        | 142,410          |
| 1937 | 15,388,782 | 1,237,859      | 719,063      | 518,796    | 自動車船舶9,252 退職準備繰入260,307 | 雑損償却金30,418              | 405,184        | 134,574          |
| 1939 | 25,669,325 |                |              |            |                                     |                               |                |                  |
| 1941 | 39,073,970 |                |              |            |                                     |                               |                |                  |

- 鉄道統計資料、鉄道統計各年度版

## 車両
すべて電車。
- デ1形（1 - 25） - 旅客用
- デ26形（26 - 31） - 旅客用

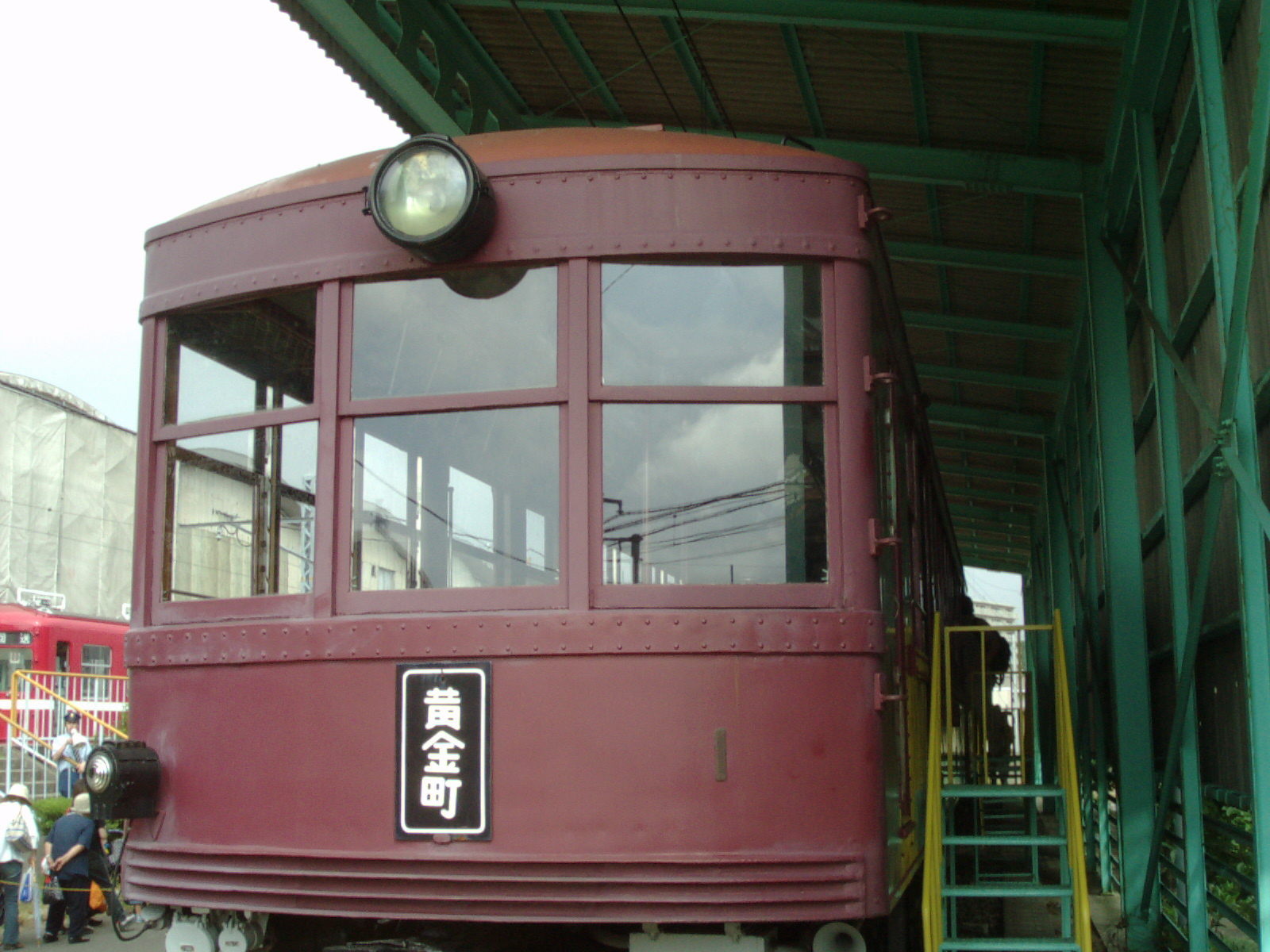
湘南電気鉄道開業当初の姿に復元され京急ファインテック久里浜事業所に保存されているデ1

- デト101形（101・102） - 貨物用

## 施設
- 瀬戸変電所、回転変流器（交流側277.5V直流側750V）直流側の出力1000kW、常用2、予備2、製造所GE
  - 『管内電気事業要覧。 第11回』（国立国会図書館デジタルコレクション）